# Grêmio Foot-Ball Santanense
O Grêmio Foot-Ball Santanense é um clube brasileiro de futebol, da cidade de Santana do Livramento, no Rio Grande do Sul. Suas cores são vermelho e branco.

## História
O clube foi fundado numa segunda-feira, dia 11 de junho de 1913, por um grupo de jovens santanenses que costumavam se reunir na Barbearia do Ladário. Os documentos da fundação e dos primeiros anos do velho Colorado se perderam em um incêndio em 1919 na residência do então secretário do clube, Joaquim Sanz, que guardava toda a documentação relacionada ao clube.
O Grêmio Santanense manda seus jogos no estádio Honório Nunes, que recebe este nome em homenagem ao presidente da gestão de 1915. Quando esteve a frente do clube, Nunes superou inúmeras dificuldades para manter o clube em seus primeiros anos de existência.
O uniforme do clube possui as cores alvi-rubra e o nome Grêmio, fazendo referência às duas equipes mais importantes do estado. Graças a tradição do Grêmio Santanense, com forte identidade no estado, a camisa vermelha com as mangas brancas se tornou símbolo do clube no futebol gaúcho.
É a equipe mais vitoriosa de Santana do Livramento a nível estadual onde, entre seus triunfos, consta o título de Campeão Gaúcho de 37. Também foi vice-campeão gaúcho em 1939 e 1948 e vice-campeão da Divisão de Acesso em 1991 , além de campeão da Segunda Divisão em 1967 e vice em 2000.
Depois de algumas boas campanhas nos anos 90, sendo presença constante no Gauchão, o Grêmio Santanense caiu para a Divisão de Acesso em 1998 e para a Segunda Divisão no ano seguinte. Em 2000 o clube conseguiu o acesso e retornou para a Divisão de Acesso em 2001, permanecendo nela até o ano seguinte e licenciando-se do futebol profissional em 2003.
Em 11 de junho de 2012, dia em que completou 99 anos, a câmara de Santana do Livramento realizou uma cerimônia para abrir a contagem regressiva do centenário do clube colocando em discussão a volta do colorado santanense ao profissionalismo.

## Títulos

### Principais
| ESTADUAIS  | ESTADUAIS                                    | ESTADUAIS  | ESTADUAIS |
|            | Competição                                   | Títulos    | Temporadas |
|            | Campeonato Gaúcho - 1ª Divisão               | 1          | 1937 |
|            | Campeonato Gaúcho - 3ª Divisão               | 1          | 1967 |
|            | Campeonato do Interior Gaúcho                | 2          | 1937, 1948 |
| MUNICIPAIS | MUNICIPAIS                                   | MUNICIPAIS | MUNICIPAIS |
|            | Competição                                   | Títulos    | Temporadas |
|            | Campeonato Citadino de Santana do Livramento | 19         | 1922, 1923, 1925, 1933, 1935, 1936, 1937, 1938, 1939, 1946, 1948, 1953, 1957, 1961, 1962, 1963, 1967, 1975, 1977 |
| ---------- | -------------------------------------------- | ---------- | --- |

### Torneios
- Torneio quadrangular internacional: 1 (1954)
- Copa Internacional Rubens Hoffmeister: 1 (1975)
- Campeonato Região Fronteira: 7 (1925, 1935, 1936, 1937, 1939, 1948, 1967)
- Centenário da Independência do Brasil: 1 (1922)
- Centenário Farroupilha: 1 (1935)
- Centenário de Fundação de Santana do Livramento: 1 (1923)
- Centenário de Fundação da Paróquia de Sant´Ana: 1 (1948)

## Campanhas
| Grêmio Foot-Ball Santanense    | Grêmio Foot-Ball Santanense | Grêmio Foot-Ball Santanense | Grêmio Foot-Ball Santanense | Grêmio Foot-Ball Santanense |
| Torneio                        | Campeão                     | Vice-campeão                | Terceiro colocado           | Quarto colocado             |
| ------------------------------ | --------------------------- | --------------------------- | --------------------------- | --------------------------- |
| Campeonato Gaúcho - 1ª Divisão | 1 (1937)                    | 2 (1939, 1948)              | 1 (1946)                    | 2 (1925, 1935)              |
| Campeonato Gaúcho - 2ª Divisão | 0 (não possui)              | 1 (1991)                    | 0 (não possui)              | 2 (1990, 2001)              |
| Campeonato Gaúcho - 3ª Divisão | 1 (1967)                    | 1 (2000)                    | 0 (não possui)              | 0 (não possui)              |
| Campeonato do Interior Gaúcho  | 2 (1937, 1948)              | 2 (1939, 1946)              | —                           | —                           |

## Desempenho
| Ano  | Campeonato Gaúcho | Posição      |
| 1925 | 1ª Divisão        | 4º           |
| 1935 | 1ª Divisão        | 4º           |
| 1937 | 1ª Divisão        | Campeão      |
| 1939 | 1ª Divisão        | Vice-campeão |
| 1946 | 1ª Divisão        | 3º           |
| 1948 | 1ª Divisão        | Vice-campeão |
| 1963 | 2ª Divisão        | 37°          |
| 1967 | 3ª Divisão        | Campeão      |
| 1970 | 3ª Divisão        | 14º          |
| 1977 | 3ª Divisão        | 14º          |
| 1968 | 2ª Divisão        | 7º           |
| 1975 | 1ª Divisão        | 25º          |
| 1985 | 3ª Divisão        | 9º           |
| 1986 | 2ª Divisão        | 23º          |
| 1987 | 2ª Divisão        | 22°          |
| 1988 | 2ª Divisão        | 19º          |
| 1989 | 2ª Divisão        | 6º           |
| 1990 | 2ª Divisão        | 4º           |
| 1991 | 2ª Divisão        | Vice-campeão |
| 1992 | 1ª Divisão        | 15º          |
| 1993 | 1ª Divisão        | 8º           |
| 1994 | 1ª Divisão        | 7º           |
| 1995 | 1ª Divisão        | 13º          |
| 1996 | 1ª Divisão        | 11º          |
| 1997 | 1ª Divisão        | 15º          |
| 1998 | 1ª Divisão        | 15º          |
| 1999 | 1ª Divisão        | 30º          |
| 1999 | 2ª Divisão        | 27º          |
| 2000 | 3ª Divisão        | Vice-campeão |
| 2001 | 2ª Divisão        | 4º           |
| 2002 | 2ª Divisão        | 14º          |
| 2003 | 2ª Divisão        | Desistiu     |

## Artilheiros
- Campeonato Gaúcho

1. 1937 - Hortêncio Souza
2. 1937 - Tom Mix
3. 1993 - Mauro (19 gols)

- Campeonato Gaúcho - Série A2:

1. 1990 - Claudinho (19 gols)
2. 2001 - Daniel (13 gols)